# Police (2020)
Police (bra: Ronda Noturna) é um filme co-escrito e dirigido por Anne Fontaine. Foi apresentado no Festival Internacional de Cinema de Berlim 2020. Esta é a adaptação do romance Police de Hugo Boris (2016). No Brasil, foi lançado em 2021 no selo Première Telecine.

## Sinopse
Três policiais parisienses são forçados a aceitar uma missão para escoltar um estrangeiro até a fronteira, mas no caminho do aeroporto, um deles descobre que o prisioneiro corre o risco de morrer se retornar ao seu país, e tenta convecer seus colegas para desistirem da missão.

## Elenco
- Omar Sy  : Aristide
- Virginie Efira  : Virginie
- Grégory Gadebois  : Erik
- Peyman Maadi  : Tohirov, o Tadjik
- Aurore Broutin  : a psicóloga
- Thierry Levaret  Hervé
- Cécile Rebboah  : a assistente social
- Anne-Pascale Clairembourg  : Martine, esposa de Erik
- Cédric Vieira : o marido de Virginie
- Tadrina Hocking  : a ginecologista
- Elisa Lasowski  : Sonia, a mulher maltratada
- Emmanuel Barrouyer  : o marido violento

## Recepção
Na França, o filme tem uma nota média de 3.3/5 no AlloCiné calculada a partir de 31 resenhas da imprensa. No site agregador de críticas Rotten Tomatoes, 67% das 6 resenhas dos críticos são positivas, com uma classificação média de 6,7/10.
No The Hollywood Reporter, Jordan Mintzer disse que "o elenco é convincente o suficiente, e a mudança de pontos de vista intrigante o suficiente, para permitir que você esqueça alguns dos aspectos mais amplos da escrita e mergulhe na dinâmica do personagem."